# Elne
Elne / Elna là một xã trong vùng Occitanie, thuộc tỉnh Pyrénées-Orientales, quận Perpignan, tổng Elne. Tọa độ địa lý của xã là 42° 36' vĩ độ bắc, 02° 58' kinh độ đông. Elne / Elna nằm trên độ cao trung bình là 23 mét trên mực nước biển, có điểm thấp nhất là 0 mét và điểm cao nhất là 65 mét. Xã có diện tích 21,29 km², dân số vào thời điểm 1999 là 6.410 người; mật độ dân số là 301 người/km².

## Thông tin nhân khẩu
| 1962  | 1968  | 1975  | 1982  | 1990  | 1999  |
| ----- | ----- | ----- | ----- | ----- | ----- |
| 5.744 | 5.892 | 6.017 | 6.177 | 6.262 | 6.410 |

## Nhân vật nổi tiếng
- Camille Cabane, (sinh 1930) chính trị gia

## Địa điểm tham quan
- Nhà thờ lớn Sainte-Eulalie-et-Sainte-Julie từ thế kỉ thứ 10.
- Viện bảo tàng Khảo cổ (Musée d'Archéologie)
- Viện bảo tàng lịch sử (Musée d'Histoire)
- Musée Terrus